# Acanthorus maranhensis
Acanthorus maranhensis är en svampart som beskrevs av Bat. & Cavalc. 1967. Acanthorus maranhensis ingår i släktet Acanthorus och familjen Capnodiaceae.   Inga underarter finns listade i Catalogue of Life.